# Монтефиридолфи (Фиренца)
Монтефиридолфи је насеље у Италији у округу Фиренца, региону Тоскана.
Према процени из 2011. у насељу је живело 345 становника. Насеље се налази на надморској висини од 294 м.